# ジェイミー・マッキー
ジェームズ・チャールズ・"ジェイミー"・マッキー（James Charles "Jamie" Mackie, 1985年9月22日 - ）は、イングランド・サリー州ドーキング出身の元スコットランド代表サッカー選手。現役時代のポジションはFW（セカンドトップ、ウイング）。

## 所属クラブ
- ウィンブルドンFC 2003-2004
- ミルトン・キーンズ・ドンズFC 2004-2005
- エクセター・シティFC 2005-2008
  - →  サットン・ユナイテッドFC 2005 (loan)
- プリマス・アーガイルFC 2008-2010
- クイーンズ・パーク・レンジャーズFC 2010-2013
- ノッティンガム・フォレストFC 2013-2015
  - →  レディングFC 2014-2015 (loan)
- クイーンズ・パーク・レンジャーズFC 2015-2018
- オックスフォード・ユナイテッドFC 2018-2020

## タイトル
QPR
- フットボールリーグ・チャンピオンシップ : 2010-11